# Sandıklı
Sandıklı – miasto w Turcji w prowincji Afyon.
Według danych na rok 2000 miasto zamieszkiwało 37 804 osób.